# Oxydactyla
Oxydactyla là một chi động vật lưỡng cư trong họ Nhái bầu, thuộc bộ Anura. Chi này có 5 loài và không bị đe dọa tuyệt chủng.